# Ульрік Адольф Голштейн
Ульрік Адольф Голштейн, граф Голштейнборг (14 квітня 1664 — 21 серпня 1737) — данський державний діяч, великий канцлер часів правління Фредеріка IV.

## Кар'єра
1679 року став пажем кронпринца Фредеріка, де здобув прихильність майбутнього короля. 1770 отримав титул барона. За три роки був віддалений від двору після спроби відмовити короля від одруження з Елізабет Гелен фон Вієрег. Отримав службу судового пристава у Фленсбурзі, але невдовзі став членом Таємної ради, а 1708 отримав титул графа Голштейнборга.
Був одружений з Кристіною Ревентлов, а 1712 допоміг королю викрасти сестру своєї дружини Анну Софію. 1718 вирушив із дипломатичною місією до Англії. Анна Софія стала королевою 1721, а Голштейн був призначений великим канцлером. Залишив посаду після смерті короля 1730 року.